# RC3
RC3 é uma empresa de marketing esportivo do jogador de futebol Roberto Carlos.
Em 2004 a empresa anuncia uma parceria com a equipe de corridas automobilísticas Bassani Racing, de propriedade do engenheiro Eduardo Bassani, para participar da Stock Car Brasil. Desde 2005 até então, a equipe vem se chamando RC3 Bassani. A empresa de Roberto Carlos também administra a carreira do piloto da categoria Thiago Camilo.
Em 2005 Roberto Carlos associou-se a equipe de MotoGP Seedorf Racing, do ex-companheiro de equipe, o holandês Clarence Seedorf, passando a se chamar Seedorf RC3.
Em 2009 Roberto Carlos lançou uma grife com a marca RC3, para o público jovem.